# Puntius semifasciolatus
Puntius semifasciolatus, o popularmente conocido como Barbo Oro, Barbo Dorado, Barbo Schuberti o Barbo Chino, es una especie de peces de la familia de los Cyprinidae en el orden de los Cypriniformes.

## Morfología
Los machos pueden llegar alcanzar los 7 cm de longitud total.Los adultos de esta especie tienen la espalda muy arqueada y un par corto de barbillones en la mandíbula superior en las esquinas de la boca. La espalda es de color marrón claro a rojizo, los lados son de color verde metálico o verde amarillento, con un brillo bronceado o dorado debajo. El vientre es blanquecino, y amarillo verdoso en los machos durante el apareamiento. Las hembras se pueden distinguir por sus colores apagados.

## Hábitat
Es un pez de agua dulce.

## Distribución geográfica
Se encuentra en la cuenca del río Rojo (suroeste de la China). También en Hainan.